# أندريه كيم
أندريه كيم (هانغل: 앙드레 김) هو مصمم أزياء كوري جنوبي، ولد في 24 أغسطس 1935 في غويانغ في كوريا الجنوبية، وتوفي في 12 أغسطس 2010 في سول في كوريا الجنوبية بسبب سرطان القولون.

## وصلات خارجية
- الموقع الرسمي